# Antoni Malet
Antoni Malet (23 de fevereiro de 1950) é um historiador da matemática espanhol. Ele é professor de história da ciência na Universidade Pompeu Fabra, em Barcelona. Seus interesses de pesquisa são principalmente na história da matemática e óptica nos séculos dezesseis e dezessete.
Malet obteve seu Ph.D. em 1989 na Universidade Princeton sob a supervisão de Charles Gillispie, com a tese Studies on James Gregorie (1638–1675).

## Publicações selecionadas
- "From Indivisibles to Infinitesimals. Studies on Seventeenth-Century Mathematizations of Infinitely Small Quantities". Barcelona 1996.
- "Ferran Sunyer i Balaguer (1912–1967)". Barcelona 1995.
- com J. Paradis: "Els orígens i l’ensenyament de l’àlgebra simbòlica". Barcelona 1984.
- "James Gregorie on Tangents and the “Taylor” Rule of Series Expansions". Archive for History of Exact Sciences, Volume 46, 1993, 97–137.
- "Mil años de matematicas en Iberia". In: A. Duran (Herausgeber): El legado de las matematicas. Universität Sevilla 2000, S. 193–224.
- "Kepler and the Telescope". Annals of Science, 60, 2003, 107–36.
- "Isaac Barrow on the Mathematization of Nature: Theological Voluntarism and the Rise of Geometrical Optics". Journal of the History of Ideas, 58, 1997, 265–287.
- "Gregorie, Descartes, Kepler, and the Law of Refraction". Archives Internationales d'Histoire des Sciences, 40, 1990, 278–304.